# 弗朗西斯科·耶斯特
弗朗西斯科·哈维尔·耶斯特·纳瓦罗（Francisco Javier Yeste Navarro，1979年12月6日—）是一名西班牙巴斯克足球運動員，效力西甲球會畢爾包，穿上畢爾包的10號球衣。耶斯迪慣常擔任進攻中場，亦可擔任左中場。

## 榮譽
- 世界青年足球錦標賽冠軍：1999年

## 外部連結
- 畢爾包資料
- 雅虎體育球員資料
- www.lfp.es 球員數據 （页面存档备份，存于）